# Micruropus tomilovi
Micruropus tomilovi is een vlokreeftensoort uit de familie van de Micruropodidae. De wetenschappelijke naam van de soort is voor het eerst geldig gepubliceerd in 2001 door Kamaltynov.